# Adilcevaz
Adilcevaz – miasto w Turcji w prowincji Bitlis.
Według danych na rok 2000 miasto zamieszkiwało 35 174 osób.